# チエタン
チエタン (thietane) は、一つの硫黄を含む飽和の四員複素環式化合物である。トリメチレンスルフィドとも呼ばれる。

## 合成
チエタンは1,3-ジオキサン-2-オン（トリメチレンカーボネート）とチオシアン酸カリウムとの反応で得られる（ただし収量は低い）。このとき副産物としてシアン酸カリウムと二酸化炭素が発生する。
{\displaystyle \mathrm {C_{4}H_{6}O_{3}+\ KSCN\longrightarrow \ C_{3}H_{6}S+\ KOCN+\ CO_{2}} }
よりよい合成法としては、1,3-ジブロモプロパンと硫化ナトリウムとの反応がある。
{\displaystyle \mathrm {Br-(CH_{2})_{3}-Br+\ Na_{2}S\longrightarrow \ C_{3}H_{6}S+2\ NaBr} }

## 性質
チエタンは無色透明の液体で、沸点は92-94°Cである。分子は完全な正方形ではなく、歪んだ構造を持つ。硫黄原子の向かい側にある炭素の結合角が97°であるのに対し、硫黄原子の結合角は78°である。炭素-硫黄結合の結合長は185.1 pm、炭素-炭素結合の結合長は154.9 pmである。

## 反応
チエタンは求核剤と開環反応する。たとえばn-ブチルリチウムにより非対称のチオエーテルを生成する。
{\displaystyle \mathrm {C_{3}H_{6}S+\ C_{4}H_{9}Li\longrightarrow \ C_{4}H_{9}-S-C_{3}H_{7}} }
ハロゲン元素との反応では鎖の両端に2つのハロゲンが付いた、鎖状のジスルフィドが生成される。